# الأرواح الحيوانية (كينز)

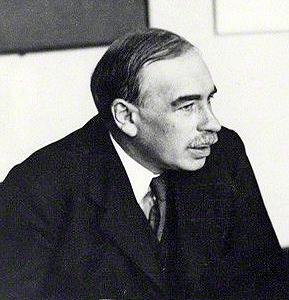
جون مينارد كينز

الأرواح الحيوانية (بالإنجليزية: Animal spirits)‏ هو المصطلح الذي استخدمه جون ماينارد كينز في كتابه عام 1936 النظرية العامة للتشغيل والفائدة والنقد لوصف الغرائز والميول والعواطف التي تؤثر ظاهريًا على السلوك البشري وتوجهه والتي يمكن قياسها مثل ثقة المستهلك.
منذ استخدام المصطلح من قبل كينز انتشر واعُتبر أن بعض المشاعر تُنتج من قبل الأرواح الحيوانية.

## استخدام كينز للمصطلح
استُخدم المصطلح من قبل كينز لأول مرّة في كتاب النظرية العامة للتشغيل والفائدة والنقد
«حتى بصرف النظر عن عدم الاستقرار بسبب المضاربة، هناك عدم استقرار بسبب خاصية الطبيعة البشرية التي تعتمد على نسبة كبيرة من أنشطتنا الإيجابية على التفاؤل العفوي بدلاً من التوقعات الرياضية، سواء كانت توقعات أخلاقية أو تحتوي على نوع من المتعة أو توقعات اقتصادية. من المحتمل أن معظم قراراتنا بفعل شيء إيجابي ، ستنتهي عواقبه الكاملة على مدى عدة أيام قادمة، لا يمكن أن تؤخذ إلا كنتيجة لأرواح الحيوانات -رغبة عفوية في العمل بدلًا من التقاعس عن العمل-، وليس على أنهه نتيجة المتوسط المُرجح للفوائد الكمية مضروبة في الاحتمالات الكمية»

## الاستخدام المبكر

### في الفلسفة والعلوم الاجتماعية
وصف ديكارت ونيوتن وعلماء آخرون أول استخدام لمفهوم الأرواح الحيوانية حول كيفية استخدام فكرة حيوية الجسم باعتباراها أرواح ذات طبيعة أثيرية
في إحدى رسائله حول الضوء كتب نيوتن «الأرواح المتحركة تعيش بسهولة شديدة في "الدماغ، والأعصاب، والعضلات، وقد تصبح وعاءاً مناسباً للاحتفاظ بالروح بشكل رقيق» الروح التي يتحدث عنها نيوتن هنا هي الأرواح المتحركة ذات الطبيعة الأثيريّة. إنها تتعلق بالحياة في الجسد. في وقت لاحق أصبحت هذه الأرواح مفهوماً اكتسب محتوى نفسياً ولكن كان يُعتقد دائماً أنه مرتبط بعمليات الحياة في الجسم. لذلك بقي وضع الحيوان العام الأدنى.
استكشف ويليام سافير أصول العبارة في مقالته عام 2009 "حول اللغة:
«الأرواح الحيوانية هي عبارة استخدمها حون مينارد كينز وهي عبارة لها تاريخ طويل، حيث ذكرها بارثولوميو تراهيرون في نصٍ ترجمه عن الجراحة عام 1543 بعنوان "الحيوان والحيوي والطبيعي" حيث قال أن الفيزياء تعلم أنّ للأرواحِ ثلاثة أنواع وللروح مثعدٌ في المخ. ووليم وود أول من طبق هذا المصطلح في الاقتصاد عام 1719 عندما قال بأن تجارتنا الخارجية نشأت حيث تتواجد تلك الأرواح الحيوانية،  تلك الينابيع من الثروات التي مكنتنا من إنفاق ملايين عديدة من أجل الحفاظ على حرياتنا. واستهدمها الروائيون  فادنيال ديفو في رواية روبنسون كروزر كتب: "أنّ المفاجئة قد لا تدفع الأرواح الحيوانية من القلب". واستخدمتها جين أوستن في معاني الحماسة والكبرياء والتحامل: "كانت لديها أرواح حيوانية عالية". واستخدمه أيضاً بنجامين دزرائيلي عام 1844 بهذا المعنى "كان لديه أرواح حيوانية عظيمة وشعور قوي بالتمتع"»
استخدم توماس هوبز عبارة «الأرواح الحيوانية» للإشارة إلى المشاعر السلبية والغرائز، بالإضافة إلى الوظائف الطبيعية مثل التنفس.
كتب رالف والدو إمرسون في المجتمع والعزلة (1870) عن «الأرواح الحيوانية» باعتبارها تحفز الناس على العمل، بمعنى أوسع من معنى كينز:
«نعتقد أن الدم البارد لا يحتوي على حقائق كافية للعرض لذلك عليه يتراجع في ويترك الحديث، لكن اللّذيت يتكلمون يمتلكون أقل فليست الحقائق هي النافعة بل الحرارة لتبديد حقائق الجميع، تضعك الحرارة في علاقة صحيحة مع مجلات الحقائق. عيب الطبيعة الباردة والجافة هو نقص عيب الأرواح الحيوانية حيث يبدو أنّهم قوة لا تصدق كما لو أن الله يجب أن يقيم الأموات»
في العلوم الاجتماعية أشار كارل ماركس إلى «الأرواح الحيوانية» في الترجمة الإنجليزية لعام 1887 لكتاب رأس المال المجلد الأول حيث تحدث عن الأرواح الحيوانية للعمال والتي يعتقد أن الرأسمالية يمكن أن تدفعها من خلال تشجيع التفاعل الاجتماعي والمنافسة داخل مصنعها أو خفضها من خلال اعتماد عمل خط التجميع حيث يكرر العامل مهمة واحدة.

## في البحوث المعاصرة
تظهر الأبحاث الحديثة أن مصطلح «أرواح حيوانية» قد استخدم في أعمال علم النفس الذي درسه كينز عام 1905 ومن المُرجه أن كينز استند ضمنياً إلى الفهم التطوري للغريزة البشرية.
في عام 2009، نصح الاقتصاديان جورج أكيرلوف وروبرت جيه شيلر في كتابهما الأوراح الحيوانية
«إن الدور المناسب للحكومة  مثل الدور المناسب لوالد كتاب المشورة، هو تمهيد الطريق. يجب على المسرح أن يطلق العنان لإبداع الرأسمالية. ولكن يجب أيضًا أن تعوض التجاوزات التي تحدث بسبب أرواحنا الحيوانية.»

### باللغة الإنكليزية
1. ↑  "Don't Let Your Animal Spirits Influence Your Important Decisions". Investopedia (بالإنجليزية). Archived from the original on 2021-10-09. Retrieved 2021-10-20.
2. ↑  Keynes, John M. (1936). The General Theory of Employment, Interest and Money. London. Macmillan. pp. 161-162.
3. ↑  Hypothesis explaining the properties of light Thomas Birch, The History of the Royal Society, vol. 3 (London: 1757), pp. 247-305. نسخة محفوظة 6 مايو 2021 على موقع واي باك مشين.
4. ↑  "Animal Spirits", by William Safire, نيويورك تايمز, 10 March 2009 نسخة محفوظة 3 يونيو 2021 على موقع واي باك مشين.
5. ↑  Hobbes، Thomas. Leviathan. ص. Chapter 34.
6. ↑  Emerson، Ralph Waldo (1870). Society and Solitude. Boston: Fields, Osgood & Co. ص. 11.
7. ↑  Marx، Karl. "Chapter 13: Cooperation". Capital, Volume 1.
8. ↑  Marx، Karl. "Chapter 14: Division of Labour and Manufacture". Capital, Volume 1.
9. ↑  Barnett, Vincent (1 Jun 2015). "Keynes and the Psychology of Economic Behavior: From Stout and Sully to The General Theory". History of Political Economy (بالإنجليزية). 47 (2): 307–333. DOI:10.1215/00182702-2884345. ISSN:0018-2702. Archived from the original on 2021-06-03.
10. ↑  Akerlof، George A.؛ Shiller، Robert J. (2009). Animal Spirits: How Human Psychology Drives the Economy, and Why It Matters for Global Capitalism. Princeton, NJ: Princeton University Press. ISBN:978-0691142333. مؤرشف من الأصل في 2012-05-01.